# Charleston County
Charleston County ist ein County im US-Bundesstaat South Carolina der Vereinigten Staaten. Das U.S. Census Bureau hat bei der Volkszählung 2020 eine Einwohnerzahl von 408.235 ermittelt. Der Verwaltungssitz (County Seat) ist Charleston.

## Geographie
Das County liegt im Südwesten von South Carolina, grenzt an den Atlantischen Ozean und hat eine Fläche von 3517 Quadratkilometern, wovon 1139 Quadratkilometer Wasserfläche sind. Es grenzt im Uhrzeigersinn an folgende Countys: Berkeley County, Georgetown County, Colleton County und Dorchester County.
Das County ist Teil der Metropolregion Charleston–North Charleston.

## Geschichte
Charleston County wurde 1769 als Gerichtsbezirk aus Teilen des Berkeley County und des Colleton County gebildet. Am 16. April 1868 erhielt es den Status eines eigenständigen Countys. Benannt wurde es nach König Charles II. von England, der nach dem Tod von Oliver Cromwell in England wieder die Monarchie herstellte.

### Historische Objekte
Charleston
- In Charleston befindet sich das historische College of Charleston (auch bekannt als C of C). Das Schulgebäude wurde am 11. November 1971 vom National Register of Historic Places als historisches Denkmal mit der Nummer 71000748 aufgenommen. Es wurde ebenfalls im National Historic Landmark eingeschrieben.[4][5]

- Die Circular Congregational Church and Parish House auf Nummer 150 in der Meeting Street. Die 1890 errichtete Kirche wurde am 7. November 1973 vom National Register of Historic Places als historisches Gebäude mit der Nummer 73001683 aufgenommen sowie im National Historic Landmark eingeschrieben.[4][6]

- Ein paar Blocks weiter, befindet sich ebenfalls in der Meeting Street auf Nummer 51, das als historisch ausgewiesene Nathaniel Russell House (NRHP 71000750).[4]

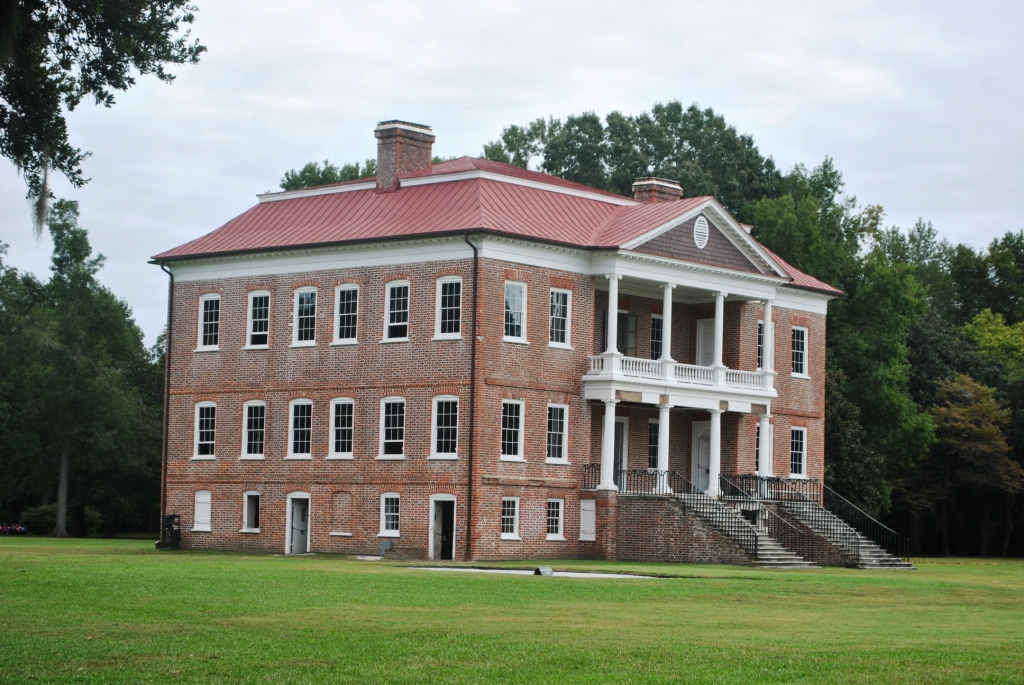
Die Drayton Hall ist eine von 43 National Historic Landmarks im County.

43 Orte im County haben den Status einer National Historic Landmark. 192 Bauwerke und Stätten des Countys sind insgesamt im National Register of Historic Places (NRHP) eingetragen (Stand 27. Juli 2018).

## Orte im Charleston County
Im Charleston County liegen 16 Gemeinden, davon vier Cities und 12 Towns:
Cities
- Charleston 1
- Folly Beach
- Isle of Palms
- North Charleston 2

Towns
- Awendaw
- Hollywood
- James Island
- Kiawah
- Lincolnville 3
- McClellanville
- Meggett
- Mount Pleasant
- Ravenel
- Rockville
- Seabrook Island
- Sullivan’s Island
- Summerville 4

Zu Statistikzwecken führt das U.S. Census Bureau zwei Census-designated places, die keine Selbstverwaltung besitzen.
- Adams Run
- Ladson 2